# Европско првенство у фудбалу до 21 године 2007.
Европско првенство у фудбалу за играче до 21 године 2007. је међународно фудбалско такмичење одржано од 10. јуна до 23. јуна 2007. године под покровитељством  у Холандији. Ово је било прво првенство одржано непарне године, јер га је УЕФА померила како би више промовисала турнир и како би се избегло поклапање са светским и европским првенствима.
Титулу је одбранила репрезентација Холандије која је у финалу победила Србију резултатом 4:1.

## Квалификације
Од 52 чланице УЕФА, 50 репрезентација се надметало за 7 места на финалном турниру, на који се, као домаћин, већ квалификовала Холандија.
У прелиминарној рунди квалификација састало се 16 репрезентација са најслабијим рангом, за пласман у групну квалификациону фазу, где су 34 боље рангиране репрезентације заједно са 8 победника прелиминарне рунде распоређени у 14 група са по три репрезентације. Победници група су се пласирали у доигравање, а победници тих мечева су се заједно са домаћином Холандијом пласирали на завршни турнир.

## Стадиони
У априлу 2006. године Фудбалски савез Холандије је изабрао градове домаћине финалног турнира и то су били:
| Град      | Стадион             | Капацитет |
| --------- | ------------------- | --------- |
| Арнем     | Герледом            | 25,000    |
| Херенвен  | Абе Ленстра стадион | 26,100    |
| Гронинген | Еуроборг            | 20,000    |
| Најмеген  | Де Гофер            | 13,000    |

## Групе

### Група А
| Холандија  | 1 : 0    | Израел |
| ---------- | -------- | ------ |
| Мадуро 10’ | Извештај |        |

| Португал | 0 : 0    | Белгија |
| -------- | -------- | ------- |
|          | Извештај |         |

| Израел | 0 : 1    | Белгија     |
| ------ | -------- | ----------- |
|        | Извештај | Мираљас 82’ |

| Холандија                      | 2 : 1    | Португал   |
| ------------------------------ | -------- | ---------- |
| Бабел 33’ (пен.) · Рајтерс 75’ | Извештај | Велосо 77’ |

| Холандија                | 2 : 2    | Белгија                   |
| ------------------------ | -------- | ------------------------- |
| Рајтерс 13’ · Дренте 37’ | Извештај | Мираљас 9’ · Покоњоли 70’ |

| Израел | 0 : 4    | Португал                                           |
| ------ | -------- | -------------------------------------------------- |
|        | Извештај | Фернандеш 37’ · Ваз Те 45’ · Велосо 49’ · Нани 50’ |

|  | Репрезентација се квалификовала у полуфинале             |
|  | Доигравање за одлазак на Олимпијске игре у Пекингу 2008. |

|   |           | И | Д | Н | И | ДГ | ПГ | Бод. |
| - | --------- | - | - | - | - | -- | -- | ---- |
| 1 | Холандија | 3 | 2 | 1 | 0 | 5  | 3  | 7    |
| 2 | Белгија   | 3 | 1 | 2 | 0 | 3  | 2  | 5    |
| 3 | Португал  | 3 | 1 | 1 | 1 | 5  | 2  | 4    |
| 4 | Израел    | 3 | 0 | 0 | 3 | 0  | 6  | 0    |

### Група Б
| Чешка | 0 : 0    | Енглеска |
| ----- | -------- | -------- |
|       | Извештај |          |

| Србија          | 1 : 0    | Италија |
| --------------- | -------- | ------- |
| Миловановић 63’ | Извештај |         |

| Чешка | 0 : 1    | Србија         |
| ----- | -------- | -------------- |
|       | Извештај | Јанковић 90+3’ |

| Енглеска              | 2 : 2    | Италија                    |
| --------------------- | -------- | -------------------------- |
| Нагент 24’ · Лита 26’ | Извештај | Кјелини 36’ · Аквилани 69’ |

| Италија                                | 3 : 1    | Чешка           |
| -------------------------------------- | -------- | --------------- |
| Аквилани 4’ · Кјелини 29’ · Роси 45+1’ | Извештај | Пападопулос 14’ |

| Енглеска                | 2 : 0    | Србија |
| ----------------------- | -------- | ------ |
| Лита 5’ · Дербишајр 77’ | Извештај |        |

|   |          | И | Д | Н | И | ДГ | ПГ | Бод. |
| - | -------- | - | - | - | - | -- | -- | ---- |
| 1 | Србија   | 3 | 2 | 0 | 1 | 2  | 2  | 6    |
| 2 | Енглеска | 3 | 1 | 2 | 0 | 4  | 2  | 5    |
| 3 | Италија  | 3 | 1 | 1 | 1 | 5  | 4  | 4    |
| 4 | Чешка    | 3 | 0 | 1 | 2 | 1  | 4  | 1    |

## Полуфинала
| Холандија | 1 : 1 (про) (13 - 12 пен.) | Енглеска |
| --- | -------------------------- | --- |
| Рајтерс 89’ · Бабел · Дренте · Јансен · Беренс · Мадуро · Де Ридер · Зојверлон · Рајтерс · Круисвијк · Ватерман · Веренс · Дренте · Мадуро · Јансен · Де Ридер · Зојверлон | Извештај                   | Лита 39’ · Јанг · Милнер · Нобл · Хојт · Дербишајр · Фердинанд · Карсон · Розениор · Рио-Кокер · Тејлор · Јанг · Милнер · Нобл · Хојт · Дербишајр · Фердинанд |

| Србија                | 2 : 0    | Белгија |
| --------------------- | -------- | ------- |
| Коларов 4’ · Мрђа 87’ | Извештај |         |

### Утакмица за пето место
Према правилима, прве четири репрезентације је требало да се такмиче на Олимпијским играма у Пекингу 2008.. Међутим, како се Енглеска не такмичи независно на Олимпијским играма, одиграна је утакмица за пето место чији је победник остварио то право.
| Португал                                     | 0 : 0 (про) (3 : 4 пен.) | Италија                               |
| -------------------------------------------- | ------------------------ | ------------------------------------- |
| Мутињо · Нани · Фернандеш · Велосо · Антуњеш | Извештај                 | Пеле · Монтоливо · Кришито · Паладино |

### Финале
| Холандија                                        | 4 : 1    | Србија   |
| ------------------------------------------------ | -------- | -------- |
| Бакал 17’ · Бабел 60’ · Рајтерс 67’ · Бруинс 87’ | Извештај | Мрђа 79’ |

## Победник
| Победник Европског првенства у фудбалу до 21 године 2007. године |
| ---------------------------------------------------------------- |
| Холандија 2. титула                                              |

## Награде
- Ројстон Дренте

| Голмани                   | Одбрана                                                                                                | Везни ред                                                                                                | Нападачи                                                                                    |
| ------------------------- | --- | --- | ------------------------------------------------------------------------------------------- |
| Скот Карсон Пауло Рибеиро | Бранислав Ивановић Ђорђо Кјелини Лејтон Бејнс Стивен Тејлор Мануел да Кошта Ђани Зојверлон Душко Тошић | Ројстон Дренте Отман Бакал Најџел Рио-Кокер Мигел Велосо Мануел Фернандеш Јан Вертонген Алберто Аквилани | Кевин Мираљас Масео Рајтерс Лирој Лита Дејвид Нагент Алесандро Росина Рајан Бабел Ешли Јанг |

## Најбољи стрелци
4 гола
- Масео Рајтерс

3 гола
- Лирој Лита

2 гола
- Алберто Аквилани
- Рајан Бабел
- Ђорђо Кјелини
- Кевин Мираљас
- Драган Мрђа
- Мигел Велосо